# Быстренин, Валентин Иванович
Валентин Иванович Быстренин (6 (18) мая 1872, Болхов, Орловская губерния, Российская империя — 1944, Загорск, Московская область, СССР) — российский и советский художник, гравёр, график, сценограф.

## Биография
Родился 6 (18) мая 1872 (по другим данным, 18 (30) июня 1872), Болхов, Орловская губерния, Российская империя (ныне в Орловской области, Россия).
Учился в Киевской рисовальной школе у Н. И. Мурашко, затем в 1892—1902 годах — в Высшем училище живописи, скульптуры и архитектуры при Академии художеств в качестве вольнослушателя в гравёрном классе у И. М. Творожковского и В. В. Матэ. В 1894 году награждён малой поощрительной медалью. В 1902 году «за офорты и рисунки» получил звание художника.
В 1911—1913 годах выполнял работы для Троицкого и Литейного театров в Петербурге, затем переехал в село Богородское Московской губернии, где стал одним из основателей и преподавателем Богородской школы художественной резьбы по дереву (1915—1937).
В 1935—1941 годах преподавал на художественном факультете Московского текстильного института.
Умер в 1944 году (по другим данным, 25 ноября 1942), в Загорске, Московская область, СССР (ныне Сергиев Посад, Россия).

## Творчество
Работал в технике офорта, монотипии, литографии, акварели; выполнял пейзажи, жанровые композиции, портреты. Занимался книжной графикой, экслибрисом, прикладной графикой.
Был одним из иллюстраторов издания «Мёртвые души» Н. В. Гоголя 1901 года. Сотрудничал с журналами «Шут» (1897, 1903), «Фонарь» (1906), «Печатное искусство».
Автор ряда станковых офортов: «Бухарцы» (1899, 2-я премия МОЛХ), «Этюд самаркандской мечети», «Вечерняя молитва» (1901), «Самарканд», «Улица в Париже» (1902), «Париж» (1917), «Портрет ударницы» (1930-е); литографии «Медуза» (1902).
С 1895 года активный участник выставок, таких как выставки Общества русских акварелистов (1895, 1901), Московского общества любителей художеств (1899), Нового общества художников (1905), Союза молодежи (1910), Ленинградского общества экслибрисистов (1925 — «Русский книжный знак в гравюре» в Ленинграде). Член и экспонент Сергиевского филиала Ассоциации художников революционной России (АХРР) (1925). Работы выставлялись на выставках: оригинальных петроградских книжных знаков (1923), «Русская литография за 25 лет» (1923) в Петрограде; «Русский книжный знак» в Казани (1923); выставки живописи, графики, скульптуры и прикладного искусства художников Московской области в Москве (1940, 1941). Некоторые работы хранятся в крупных музеях, таких как Государственный Русский музей, ГМИИ им. А. С. Пушкина.